# Gare d'Eichem
La gare d'Eichem est une gare ferroviaire belge de la ligne 90, de Denderleeuw à Jurbise, située à Appelterre-Eichem section de la ville de Ninove, dans la province de Flandre-Orientale en région flamande.
C'est une halte voyageurs de la Société nationale des chemins de fer belges (SNCB) desservie par des trains Suburbains (S) et Heure de pointe (P).

## Situation ferroviaire
Établie à 15 mètres d'altitude, la gare d'Eichem est située au point kilométrique (PK) 10,000 de la ligne 90, de Denderleeuw à Jurbise, entre les gares de Ninove et d'Appelterre.

## Histoire
La gare d'Eichem est ouverte le 1er avril 1891 par les Chemins de fer de l'État belge. Il s’agit d’un simple point d’arrêt, géré depuis la gare de Zanbergen, puis depuis Ninove.
Durant la Première Guerre mondiale, la gare ferme entre mai 1915 et février 1919.

## Service des voyageurs

### Accueil
Halte SNCB, c'est un point d'arrêt non géré (PANG) à accès libre.
La traversée des voies et le passage d'un quai à l'autre s'effectuent par le passage à niveau routier.

### Desserte
Eichem est desservie par des trains Suburbains (S) et Heure de pointe (P) de la SNCB, qui effectuent des missions sur la ligne commerciale 90 (voir brochures SNCB,).
En semaine, la desserte est constituée de trains S6 circulant entre Denderleeuw et Schaerbeek via Grammont, renforcés par :
- trois trains P reliant Grammont à Gand-Saint-Pierre (le matin) ;
- deux trains P reliant Gand-Saint-Pierre à Grammont (l’après midi) ;
- sept trains P ou S6 reliant Grammont à Denderleeuw (cinq le matin, un vers midi, et un l’après midi) ;
- cinq trains P ou S6 reliant Denderleeuw à Grammont (un le matin, et quatre l’après midi).

Les week-ends et jours fériés, la desserte est constituée de trains S6 roulant entre Denderleeuw et Schaerbeek via Grammont.

### Intermodalité
Un parc pour les vélos y est aménagé. Le stationnement des véhicules est possible à proximité.

## Comptage voyageurs
Le graphique et le tableau montrent le nombre de passagers qui en moyenne embarquent durant la semaine, le samedi et le dimanche.
| Nombre de voyageurs qui embarquent à la gare d'Eichem | Nombre de voyageurs qui embarquent à la gare d'Eichem | Nombre de voyageurs qui embarquent à la gare d'Eichem | Nombre de voyageurs qui embarquent à la gare d'Eichem |
|                                                       | Semaine                                               | Samedi                                                | Dimanche                                              |
| ----------------------------------------------------- | ----------------------------------------------------- | ----------------------------------------------------- | ----------------------------------------------------- |
| 1977                                                  | 152                                                   | 14                                                    | 17                                                    |
| 1978                                                  | 238                                                   | 31                                                    | 9                                                     |
| 1979                                                  | 194                                                   | 28                                                    | 10                                                    |
| 1980                                                  | 135                                                   | 19                                                    | 11                                                    |
| 1981                                                  | 217                                                   | 63                                                    | 22                                                    |
| 1982                                                  | 213                                                   | 61                                                    | 61                                                    |
| 1983                                                  | 199                                                   | 87                                                    | 39                                                    |
| 1984                                                  | 173                                                   | 27                                                    | 28                                                    |
| 1985                                                  | 185                                                   | 27                                                    | 29                                                    |
| 1986                                                  | 252                                                   | 51                                                    | 40                                                    |
| 1987                                                  | 171                                                   | 34                                                    | 34                                                    |
| 1988                                                  | 237                                                   | 17                                                    | 22                                                    |
| 1989                                                  | 177                                                   | 24                                                    | 15                                                    |
| 1990                                                  | 151                                                   | 28                                                    | 18                                                    |
| 1991                                                  | 149                                                   | 40                                                    | 26                                                    |
| 1992                                                  | 158                                                   | 37                                                    | 25                                                    |
| 1993                                                  | 118                                                   | 9                                                     | 11                                                    |
| 1994                                                  | 15                                                    | 17                                                    | 22                                                    |
| 1995                                                  | 92                                                    | 20                                                    | 6                                                     |
| 1996                                                  | 109                                                   | 14                                                    | 4                                                     |
| 1997                                                  | 123                                                   | 22                                                    | 11                                                    |
| 1998                                                  | 111                                                   | 9                                                     | 14                                                    |
| 1999                                                  | 61                                                    | 25                                                    | 4                                                     |
| 2000                                                  | 127                                                   | 27                                                    | 25                                                    |
| 2001                                                  | 73                                                    | 8                                                     | 6                                                     |
| 2002                                                  | 85                                                    | 8                                                     | 8                                                     |
| 2003                                                  | 82                                                    | 7                                                     | 12                                                    |
| 2004                                                  | 91                                                    | 20                                                    | 6                                                     |
| 2005                                                  | 76                                                    | 8                                                     | 10                                                    |
| 2006                                                  | 75                                                    | 4                                                     | 8                                                     |
| 2007                                                  | 75                                                    | 12                                                    | 12                                                    |
| 2008                                                  | -                                                     | -                                                     | -                                                     |
| 2009                                                  | 70                                                    | 16                                                    | 17                                                    |
| 2010                                                  | -                                                     | -                                                     | -                                                     |
| 2011                                                  | -                                                     | -                                                     | -                                                     |
| 2012                                                  | 85                                                    | 19                                                    | 13                                                    |
| 2013                                                  | 83                                                    | 24                                                    | 7                                                     |
| 2014                                                  | 87                                                    | 9                                                     | 9                                                     |
| 2015                                                  | 109                                                   | 11                                                    | 12                                                    |
| 2016                                                  | 102                                                   | 7                                                     | 10                                                    |
| 2017                                                  | 103                                                   | 8                                                     | 10                                                    |
| 2018                                                  | 100                                                   | 10                                                    | 9                                                     |
| 2019                                                  | 93                                                    | 24                                                    | 21                                                    |
| 2020                                                  | 60                                                    | 30                                                    | 29                                                    |
| 2021                                                  | -                                                     | -                                                     | -                                                     |
| 2022                                                  | 200                                                   | 92                                                    | 90                                                    |
| 2023                                                  | 187                                                   | 56                                                    | 48                                                    |
| 2024                                                  | 189                                                   | 50                                                    | 24                                                    |

## Galerie de photos

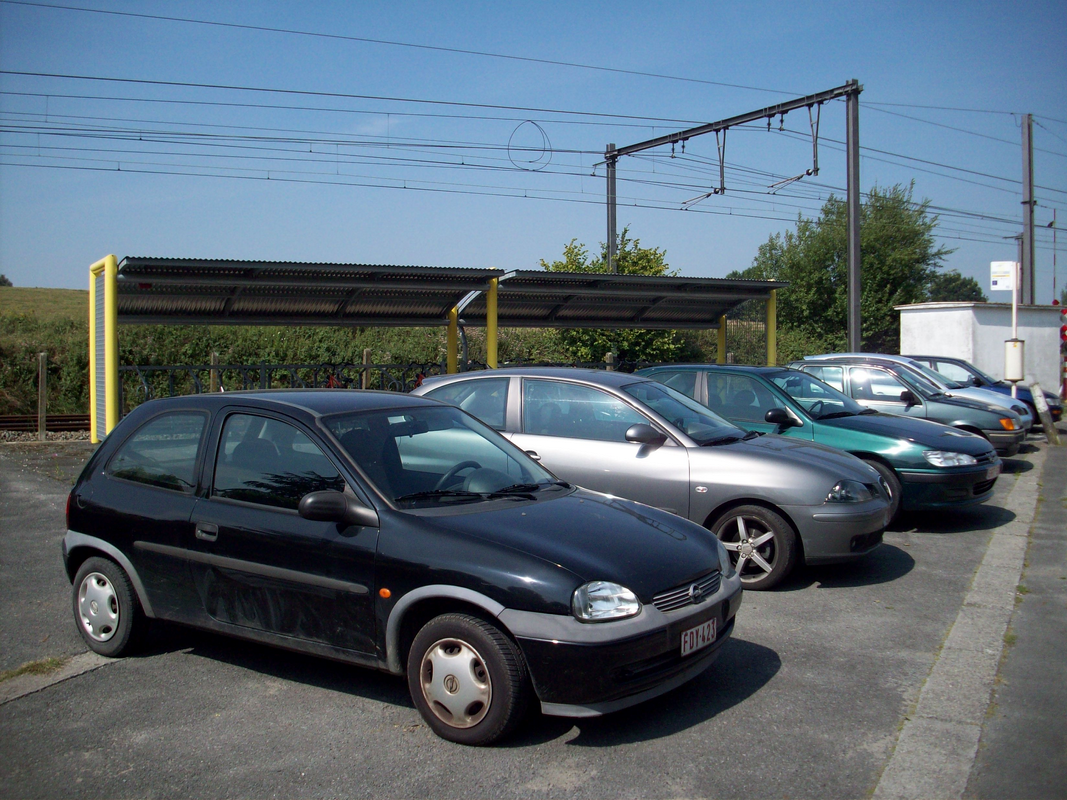
Parking et parc à vélos.
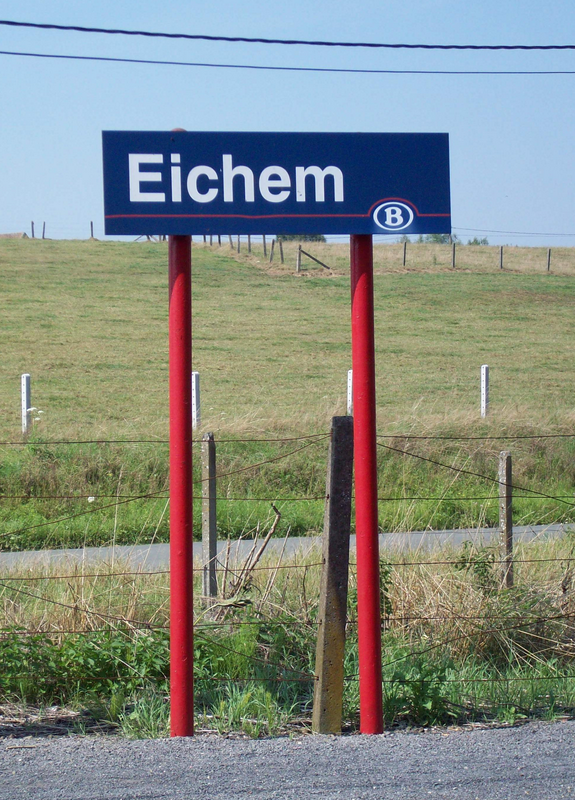
Panneau de quai.